# Trocadero (1978)
Trocadero ist ein französischer Film von Michael Schock, der 1978 erschien.

## Handlung
Der 10-jährige Phil lebt mit seiner alleinerziehenden Mutter Annie in Paris. Seine Freizeit verbringt der Junge mit Skateboardfahren auf dem Trocadéro-Platz in der Pariser Innenstadt, wo er auf die gleichaltrige Caroline trifft. Hartnäckig umwirbt Phil das Mädchen und entwickelt gemeinsam mit seiner Mutter einen Plan, auch deren Eltern für sich einzunehmen.

## Kritik
„Ein schwungvoll und heiter erzähltes modernes Märchen. Seine ausgelassene Utopie befördert die Botschaft, daß Erwachsene Kinder und ihre Fantasie anerkennen und ernst nehmen sollen.“